# Tabulater
Tabulater eller tabulata koraller (Tabulata) är en ordning av kolonibildande koralldjur som dog ut i slutet av perm. De första fossilen av tabulata koraller har man hittat från tidig ordovicium. Den dog samtidigt som korallordningen rugosa koraller. Fossil från runt 300 arter har hittats.

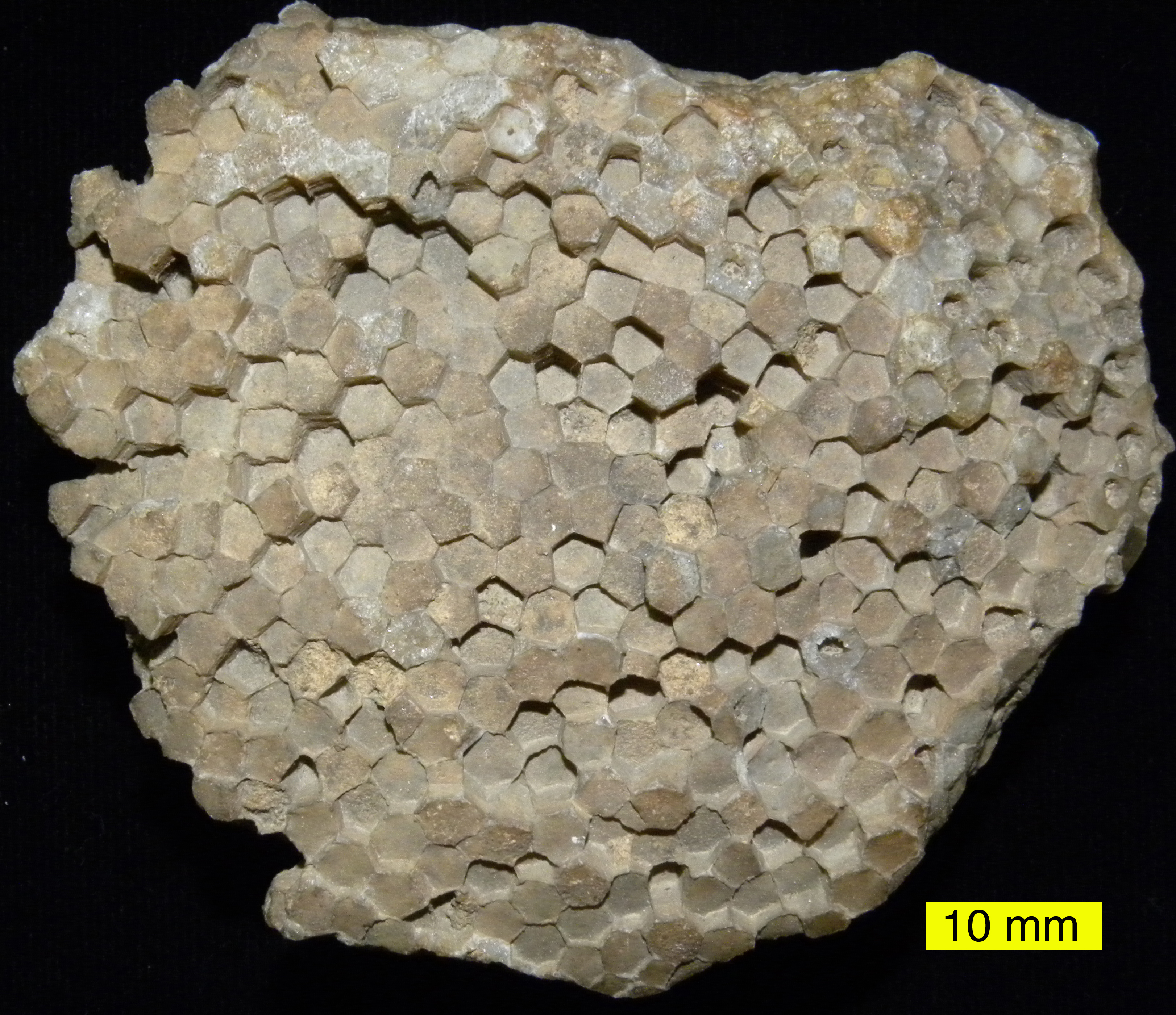
Favosites sp.

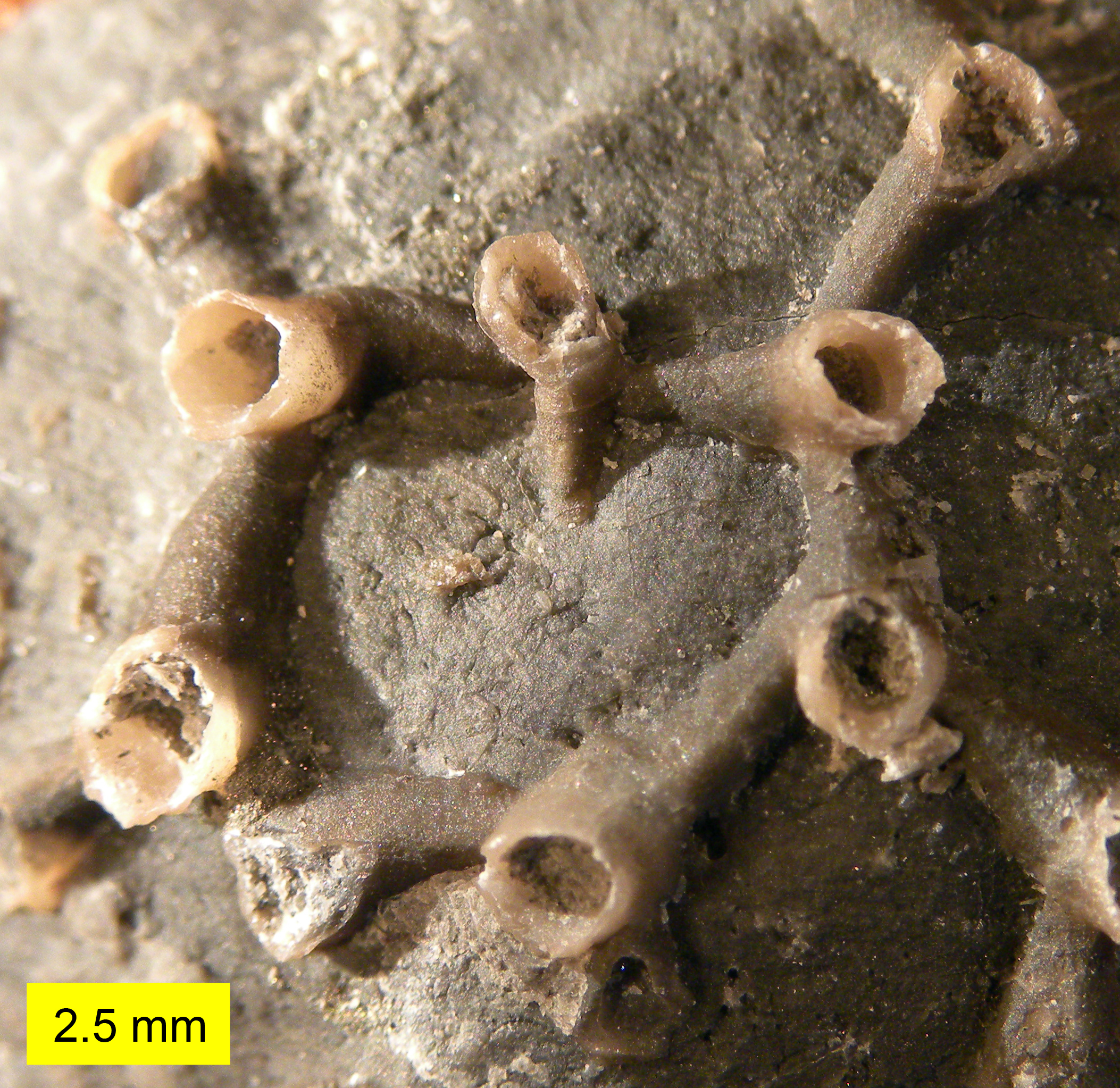
Aulopora sp.